# Arborfield
Arborfield es un pueblo canadiense situado en la provincia de Saskatchewan.

## Superficie
Arborfield tiene una superficie de 0,87 km².

## Demografía
En 2021, tenía 285 habitantes, una densidad poblacional de 326,2 hab./km², y 139 viviendas.